# بوتسك
بوتسك (بالإنجليزية: Płock)‏ هي مدينة مع صلاحيات بووتيس [الإنجليزية] تقع في بولندا في محافظة مازوفيا.[بحاجة لمصدر] يقدر عدد سكانها بـ 126,675 نسمة ومساحتها 88.06 كم2 وترتفع عن سطح البحر 60 متر.

## المدن التوأمة
مدن Loznica، بالتسي، فورلي، دارمشتات، فورت واين (إنديانا)، مازيكياي، نوفوبولوتسك، أوكسار وثوروك هي مدن توأمة لـبوتسك.

## أعلام
- آدم فيشنيافسكي
- بيوتر ماسوفسكي
- تاديوس مازوفيتسكي
- ماتيوسز ليواندوفسكي
- يوزيف بروجينسكي
- فلاديسلاف آي هيرمان